# スパシープ・チャナパイ
スパシープ・チャナパイ（タイ語:  ศุภชีพ ชนะภัย、英語:  Suppacheep Chanapai、2000年1月7日 - ）は、シャープ（タイ語: แชป、英語: Chap）という愛称で知られるタイの俳優。2022年のテレビドラマシリーズ『The Tuxedo』にてNawee役を演じたことで知られる。

## 人物
タイ商工会議所大学観光産業サービス学部へ進学し航空ビジネスを専攻している。
愛猫家であり、飼い猫の写真を投稿するインスタグラムの専用アカウントを運用している。

## フィルモグラフィー
| 年   | 作品名                      | 役名  | 役どころ   |
| ---- | --------------------------- | ----- | ---------- |
| 2020 | TharnType2 -7Years of Love- |       | ゲスト出演 |
| 2021 | Lovely Writer The Series    | Mhok  | 助演       |
| 2021 | Y-Destiny                   | Tue   | 主演       |
| 2022 | The Tuxedo                  | Nawee | 主演       |